# Aeterni Patris
L'Aeterni Patris è la terza lettera enciclica di papa Leone XIII, promulgata il 4 agosto 1879.
Con essa volle rilanciare la filosofia tomista reputata come la più adeguata per la riforma di una società in via di secolarizzazione, e la più congeniale al messaggio cristiano.
L'enciclica raccomandò il tomismo di san Tommaso d'Aquino come il fondamento di qualsiasi nuova filosofia cristiana e come la via maestra per risolvere le apparenti antinomie fra scienza e fede. 
Il documento si inserisce nella cornice di 84 encicliche pubblicata da Leone XIII, con i quali la Chiesa cattolica si propose di fornire una soluzione a tutti i principali problemi contemporanei in una molteplicità di ambiti: per la filosofia e la teologia, l'Aeterni Patris rappresenta ciò che l'enciclica Rerum novarum fu nel campo sociale e ciò che l'Au milieu des sollicitudes e Notre consolation furono in quello politico.
L'enciclica conteneva l'esortazione ad aprire al Popolo di Dio con abbondanza le acque pure della sapienza cristiana, a cui corrispose, fra gli altri, don Luigi Guanella, scrivendo con fervore tutta una serie di operette di carattere storico, liturgico, ascetico, formativo per la gente semplice delle parrocchie.